# Heidi in Japan

Cover der ersten japanischen Heidi-Übersetzung 1920.

Die literarische Figur Heidi (jap. ハイジ, anfangs: ハイヂ, beides Haiji) erfuhr in Japan eine intensive Adaption und Transformation. Losgelöst von der ursprünglichen Romanvorlage und den bekannten Verfilmungen steht Heidi in Japan für ein populäres kulturelles Konzept der Einfachheit, Natürlichkeit und Niedlichkeit.
Der Roman Heidi führte seit seiner Erstübersetzung vom 15. Februar 1920 zu einer intensiven Rezeption von Werken der Heidi-Schöpferin Johanna Spyri. Auf das globale Bild von Heidi wirkte Japan mit der 1974 produzierten Zeichentrickserie Heidi, das Mädchen aus den Alpen (jap. アルプスの少女ハイジ, Arupusu no shōjo Haiji) ein, die typische Elemente der Anime-Kultur in den Charakter Heidi transportierte.
Insgesamt gab es bisher in Japan mindestens 123 verschiedene Auflagen der Heidi-Bücher von 72 verschiedenen Übersetzern, 21 Mangas oder Manga-Reihen, 28 Bilderbücher und diverse Zeichentrickadaptionen. Stereotype prägen das japanische Bild der Schweiz, die im Bewusstsein vieler Japaner eng mit der Heidi-Geschichte verbunden sind: Berge, Alpen, eine unberührte Natur, freies Bauernleben.
Heidi steht in einer Reihe mit anderen westlichen Kindergeschichten, die ebenfalls in Japan eine Fangemeinde haben, welche sich mit ihrer jeweiligen einheimischen Fangemeinde durchaus messen kann: Little Women, Der geheime Garten und Anne auf Green Gables.

## Übersetzungen
Heidi kam als Nachzügler der zahlreichen Kinderbuch-Übersetzungen, die durch die Öffnungen der Meiji-Zeit ausgelöst wurden, nach Japan. Die Übersetzung fiel in die Spätphase einer Periode, in der in Japan gezielt westliche Kinderbücher übersetzt wurden. Das erst wenige Jahrzehnte vorher geöffnete Japan befand sich nach Meinung seiner Bildungspolitiker noch im Rückstand gegenüber dem Westen. Die japanischen Kinder sollten aus westlichen Kinderbüchern lernen. Die Rolle Heidis als eines der meistübersetzten Bücher, das immer noch zu den bestverkauften fremdsprachigen Literaturerzeugnissen in Japan gehört, zeichnete sich dabei keineswegs von Anfang an ab. Während andere Klassiker wie Der Wolf und die sieben jungen Geißlein 1880, Gullivers Reisen 1896 oder Der kleine Lord 1897 übersetzt wurden, musste Heidi noch mehrere Jahrzehnte warten.
Der erste Heidi-Roman erschien 1920 in einer Übersetzung von Nogami Yaeko in einer Reihe von Klassikern weltweiter Kinderliteratur. Sie übersetzte nicht aus dem deutschen Original, sondern aus einer Version im amerikanischen Englisch. Insgesamt kam Nogami Yaeko auf 460 Seiten im Format 18 × 11 cm. Die wenigen Illustrationen sind nicht signiert und stammen im Original vermutlich aus einer älteren europäischen Ausgabe.
Während die erste Übersetzung noch eine direkte Titelübertragung in Katakana (ハイヂ, Haiji) war, entschied sich die zweite Übersetzung für eine japanische Umbenennung der Figuren. Aus Heidi wurde Kaede (Ahorn), das Buch hieß Kaede monogatari (Die Geschichte von Kaede). Der 1925 bei Fukuin Shokan in der Präfektur Shimane erschienene Band folgte damit einem Trend, bei dem zahlreiche europäische Figuren japanische Namen erhielten, um die Bücher für ihr junges Publikum besser verständlich zu machen. Ebenso wie die erste Übersetzung folgte diese einem englischen Text; in diesem Fall war es die Heidi-Übersetzung von Helen B. Dole. Diese Ausgabe enthielt keine Illustrationen.
1934 folgte eine Taschenbuch-Neuausgabe der Nogami-Übersetzung, die ebenfalls auf alle Illustrationen verzichtete. Sie erschien bei Iwanami-Verlag in Tokio und war mindestens bis 2004 eine der erfolgreicheren Ausgaben mit 200.000 verkauften Exemplaren in 30 Auflagen. Ein großer Teil dieser Auflagen erschien Jahrzehnte nach der Erstauflage.
Wirklich erfolgreich in Japan wurde Heidi in den 1950er Jahren. Derselbe Verleger wie 1934, Iwanami-Verlag, publizierte 1950 eine Reihe von Büchern aus der ganzen Welt, die japanischen Kindern helfen sollten, die Erfahrungen und Traumata des Zweiten Weltkriegs zu überwinden. Im Rahmen der Serie erschien eine Heidi-Übersetzung aus dem Deutschen von Michio Takeyama mit Illustrationen des Amerikaners Leonard Weisgard. Davon wurden bis 2004 insgesamt 110.000 Exemplare in 40 Auflagen verkauft; wie schon das 1934er-Taschenbuch ist diese Ausgabe immer noch im Handel erhältlich.
In der Nachkriegszeit begann sich die Herangehensweise der Heidi-Übersetzungen zu ändern. Die Übersetzer stellten weniger die Figur Heidi in den Vordergrund, sondern fokussierten vor allem auf die Natur und die Reinheit der kindlichen Seele. Nogami nannte das Buch in den 1950er Jahren Arupusu no Yama no Otome (アルプスの山の乙女, dt. „Ein junges Mädchen der Berge der Alpen“). Ein anderer Übersetzer, Yoshio Minami, entschied sich 1954 für Arupusu no Shōjo („Ein alpines Mädchen; Ein Alpenmädchen“), womit beide den Topos der Alpen und damit den der unberührten Natur betonten. In heutigen Übersetzungen sind sowohl Heidi/Haiji als auch Arupusu no Shōjo gebräuchlich.
Die literarische Bedeutung des Stoffes wuchs derart, dass der spätere Nobelpreisträger für Literatur, Kawabata Yasunari, 1959 ebenfalls eine Heidi-Nacherzählung herausbrachte. Ebenfalls in Japan erschien die erste Gesamtausgabe weltweit von Johanna Spyris Werken in einer zwölfbändigen Ausgabe von 1962. In dieser Zeit begannen japanische Wissenschaftler ebenso die eigenständige japanische Adaption des Stoffes aufzuarbeiten. So stellte der Literaturwissenschaftler und Übersetzer Kenji Takahashi 1968 die erste ausführliche Liste aller bis dahin vorhandenen Heidi-Übersetzungen zusammen.
Besonders in den 1960er und 1970er Jahren gehörte Heidi, nach Anne auf Green Gables, zur typischen Jungmädchenliteratur Japans. In den Jahren zwischen 1920 und 1974 wurden insgesamt vierundzwanzig Neuübersetzungen, Bilderbücher und ein Manga veröffentlicht. Neben der Johanna-Spyri-Werkausgabe erschien außerdem eine umfangreiche textkritische Heidi-Ausgabe. Einzelne Ausgaben wie die seit 1973 geplante 1975er-Übersetzung von Sumiko Yagawa mit den Illustrationen von Paul Hey erreichten bis 2004 insgesamt 32 Auflagen und 128.000 verkaufte Exemplare. Neuübersetzungen erscheinen regelmäßig bis heute und tragen dazu bei, Heidi zu einem festen Bestandteil von öffentlichen und Schulbibliotheken zu machen.

## Adaptionen
Die Übersetzungen und Adaptionen folgen im Wesentlichen dem originalen Heidi-Roman von Johanna Spyri. Zwar lässt es das genutzte Medium des Öfteren opportun erscheinen, Nebenhandlungen wegzulassen oder hinzuzuerfinden. Jedoch gingen die japanischen Adapteure behutsamer mit ihrem Ausgangsstoff um als Übersetzer und Interpreten in anderen Ländern. Keine der wichtigen Adaptionen etwa ging so weit wie beispielsweise die stark modernisierte Schweizer Version von 2001 oder gar wie der französische Übersetzer Charles Tritten, der noch zwei Fortsetzungen schrieb.
In den japanischen Varianten kommt Heidi nach dem überraschenden Tod ihrer Eltern zum Großvater (Alpöhi) auf die Alm. Dieser hat sich mit der Dorfgemeinschaft entzweit und lebt dort mit Geißenpeter und Heidi in ziemlicher Einsamkeit. Nach einiger Zeit wird Heidi überraschend nach Frankfurt am Main geholt, wo sie ihre behinderte Cousine Klara kennenlernt. Nachdem sie dort eine unglückliche Zeit verbrachte, kann sie wieder auf die Alp zurückkehren. Klara folgt ihr. Peter stößt aus Eifersucht Klaras Rollstuhl den Berg hinunter, woraufhin Klara, durch die Umstände gezwungen, das Gehen wieder erlernt. Am Ende versöhnt sich die Dorfgemeinschaft wieder mit dem Alpöhi.

### Arupusu no shōjo Haiji – der Anime
Während Heidi in ihrer Romangestalt vor allem als reine Literatur für Mädchen wahrgenommen wurde, gelang es dem Anime, die Geschlechtsschranke zu überspringen und auch männliche Zuschauer zu begeistern. Die Schöpfer Hayao Miyazaki und Isao Takahata versahen das Schweizer Mädchen Heidi mit einem süß-liebenswürdigen Kawaii-Appeal, der sich zu jener Zeit in Japan etablierte. Dadurch, dass sie bewusst und gezielt auf Action-Elemente verzichteten und ein langsames Erzähltempo wählten, schufen sie im Mainstream-Anime eine neue Ästhetik, die die Kawaii-Ästhetik sowohl innerhalb wie auch außerhalb Japans stark förderte.
Heidi stand damit an einer Weggabelung des Anime in den 1970er Jahren, als sich die oft chaotisch-kreative Szene der 1960er Jahre professionalisierte. Es etablierten sich mehrere Hauptstränge in der Entwicklung des Anime: Action-Serien, Shōjo wie Candy Candy, Sport-Animes und schließlich die Kinderbuchadaptionen des World Masterpiece Theater, deren Erfolg Heidi begründete.
Mindestens Isao Takahata war bereits vor der Produktion des Animes Leser der Heidi-Romane. Vor der Entstehung der Serie reisten die beiden Schöpfer Isao Takahata und Hayao Miyazaki einen Monat in die Schweiz und die Gegend von Maienfeld, um die Landschaft möglichst realistisch zu gestalten und der Serie eine authentische Stimmung zu geben. Anders als beispielsweise die amerikanischen Verfilmung von 1937, die vollständig in den Schwarzwald gelegt wurde, gaben sich Miyazaki/Takahata Mühe, die Alpen naturgetreu nachzuempfinden. Ihr Produkt ist bis auf wenige Details ungewöhnlich textgetreu für eine Fernsehadaption.
Anders als bei späteren Animes legten die Gestalter bei Heidi noch großen Wert auf einen international verständlichen Zeichenstil, der die Heidi-Geschichte weiter entgrenzte und die Tendenzen zu einer zeit- und ortsunabhängigen Parabel verstärkte. Sie internationalisierten Heidi und schafften es, die Geschichte ebenso einer neuen Generation von Kindern zu vermitteln. Langfristig brachten sie Heidi überdies in das Museum of Modern Art.
Da sie nicht weniger als 52 Folgen produzierten, gelang es ihnen, alle Haupt- und Nebenhandlungen des Romans in der Serie aufzugreifen. Dennoch setzten sie neue Schwerpunkte; so betonten sie Heidis Tierliebe und die Rolle der Natur, indem sie weitere Tiere wie den Bernhardiner Joseph oder den Vogel Piep einführten. Sie entschärften den Konflikt mit Peter, der im Anime weniger grummelig und sympathischer als im Buch dargestellt wird. Besonders auffallend ist, dass im Anime Klaras Rollstuhl durch einen Unfall zerschellt, während Peter ihn im Buch aus Eifersucht den Berg hinunterwirft. Vor allem änderten sie jedoch den Charakter der Geschichte, indem sie die christlichen Untertöne, die sich in den religiös aufgeladenen Motiven von Schuld, Sühne und Vergebung zeigen, komplett wegließen, da diese dem sowohl shintoistisch wie buddhistisch geprägten Publikum zu unverständlich gewesen wären.
Die Serie läuft seit ihrer Erstausstrahlung regelmäßig im japanischen Fernsehen und immer noch mit beachtlichen Einschaltquoten. Der Jodler aus der japanischen Titelmelodie ist selbst 2008 noch ein regelmäßig gehörter Hit in japanischen Karaoke-Bars. Während der Kulturwissenschaftler Ryo Kohsaka in einer Befragung feststellt, dass 90 Prozent der Befragten in Japan Heidi durch den Anime kennengelernt haben, scheint dieser das Heidi-Bild dennoch nicht so eindeutig zu prägen. Inhaltlich unterscheiden sich Buch und Anime prägnant in der Frage, wie Klaras Rollstuhl zerstört wird. Auf eine Frage nach dem genauen Ablauf dieser Ereignisse entschied sich ein gutes Drittel der japanischen Befragten für die Variante aus dem Buch, ein weiteres Siebtel erzählte die Geschichte so, wie sie im Schweizer Spielfilm von 1955 dargestellt wird, der Rest bezieht sich auf den Handlungsablauf im Anime. Vergleicht man dieses Ergebnis mit den Befragungen bei Schweizer und deutschen Rezipienten, so ergibt sich: Die Buch-Rezeption liegt in Japan weit unter der Schweizer Quote, aber beispielsweise klar über derjenigen der deutschen Befragten. Diese erzählen weit häufiger als die japanischen Befragten den Anime nach.

### Bücher, Mangas, Animes und Filme – Weitere Adaptionen
Heidi inspirierte zahlreiche abgeleitete Werke: teilweise eng an der Ursprungsversion von Johanna Spyri orientiert, teilweise weit entfernt oder weitgehende Neuinterpretationen. Neben den mindestens 123 Übersetzungen, 21 Mangas oder Manga-Reihen, 28 Bilderbüchern und zwei Animes inspirierte Heidi Hotels, zahlreiche Fotos und Videos aus Schweiz-Urlauben und Privatinszenierungen.
Wie der Roman und der Anime in spätere Heidi-Adaptionen einfließen, zeigt beispielsweise der Heidi-Mädchenmanga von Yumiko Igarashi aus dem Jahr 1998. Er folgt in seiner Handlung und den Figuren den Heidi-Romanen, benutzt jedoch eine ähnliche Erzählform wie der Anime. Obwohl er sich an eine etwas ältere Zielgruppe richtet als der Anime, geht es weniger um einen raschen Handlungsverlauf und das Handeln der Personen. Wie der Anime betont er Innerlichkeit und Sehnsüchte, die durch einen betont langsamen Erzählstil dargestellt werden. Wie oft in der japanischen Heidi-Rezeption, erfolgt die Umsetzung des Heidi-Romans in einen Manga parallel mit dem Stoff Anne auf Green Gables, der zur selben Zeit in einem fünfbändigen Manga von Igarashi umgesetzt wurde.
Vor allem benutzt Igarashi in ihrer Adaption typische Stilmittel des Mädchen-Mangas, die sie auf die Romanvorlage überträgt. Texte sind oft nicht im Dialog, sondern geben Gedanken und Abwägungen der Protagonisten wieder und treiben durch diesen innerlichen Prozess die Handlung voran. Bei den Farben überwiegen Pastelltöne. Anders als bei relativ konsequent senkrecht und waagerecht angeordneten Mangas für Jungen überlagern sich hier die Panels oft. Sie sind schräg und oft durch ornamentale Haare und Gewänder ineinander verschränkt. Teilweise verschwinden die trennenden Linien zwischen einzelnen Panels auch ganz und gehen in einzelne Flächen über. Alles verstärkt den Effekt, Heidi aus Raum und Zeit zu lösen und die äußere Handlung in einen inneren Prozess aufzulösen.
Es gibt eine Hello-Kitty-Adaption des Stoffs ebenso wie einen Film „Schweiz-Längsschnitt!? Dies ist Puffys Spazierreise – Wir wollen Heidi werden!!“ (スイス縦断!? これがPuffyのおさんぽ旅行 〜ハイジになりた〜い!!〜, Suisu Jūdan!? Kore ga Puffy no Osampo Ryokō – Haiji ni Naritāi!!; 2000) der japanischen Band Puffy AmiYumi. In diesem spielen sie mit den Fragen von Authentizität und Originalität, indem sie in das Schweizer Feriengebiet Heidiland reisten und dort den Schauspielern und Wachsfiguren vorwarfen, gar nicht wie das Original auszusehen. Sie verwendeten damit eine Ironie, die jedoch an den meisten Fans der Band und den Fans von Heidi vorbeiging. Wenn die Ironie bemerkt wurde, führte sie vor allem zu negativen Reaktionen. Die Mitglieder von Puffy AmiYumi verkleideten sich als Heidi, Peter und Geiß und spielen an einer zentralen Stelle des Films den Zeichentrick-Vorspann an „Originalschauplätzen“ nach.

## Motive
Heidi gilt in Japan als Symbol für kindliche Unschuld und eine reine Natur. Der Anime-Schöpfer Takahata wollte mit seiner Heidi-Adaption vor allem auf die japanische Sehnsucht nach blauem Himmel, Bergen mit weiß eingedeckten Gipfeln, grünen Wiesen, Bergtieren und einer reinen fehlerlosen Unschuld reagieren. Starke Phasen der Heidi-Rezeption waren zum einen die Phase nach dem Zweiten Weltkrieg, zum anderen die 1970er Jahre. Nach dem Zweiten Weltkrieg war das Land traumatisiert und teilweise verwüstet. In den 1970er Jahren stieg Japan zur Weltwirtschaftsmacht auf. Die Gesellschaft konzentrierte sich auf industrielles und finanzielles Wachstum sowie das Leben in den Metropolen. Heidi ist für japanische Fans zwar zum einen fest mit dem Begriff Schweiz verbunden, zum anderen aber blenden die Fans die tatsächliche Einbindung in die Geschichte und Kultur der Schweiz komplett aus und begreifen Heidi als zeit- und raumunabhängige Parabel auf das Einfache und Unschuldige.
Bei einem Versuch, die Heidi-Bilder in verschiedenen Ländern zu untersuchen, kam Kohsaka zu dem Ergebnis, dass die Heidi-Rezeption in Japan zentral auf zwei Motive abstellt, die von diversen anderen Autoren auch so genannt werden. Während Deutsche beispielsweise die Erziehungsthematik einer jungen Waise und die damit einhergehenden Probleme betonten, spielt dieses Thema in der japanischen Rezeption überhaupt keine Rolle. Die Interpretation im Sinn einer nationalen Identifikation – in der Schweiz stark verbreitet und angesichts des weltweiten Anime-Erfolgs auch in Japan möglich – hat in der japanischen Rezeption kaum nennenswerte Bedeutung. Auf die Frage, was Japaner an Heidi reizt, antworten diese fast durchweg mit dem Reiz und der Schönheit der Natur sowie mit dem reinen Herzen der unschuldigen Kindheit.

### Natur und Alpen

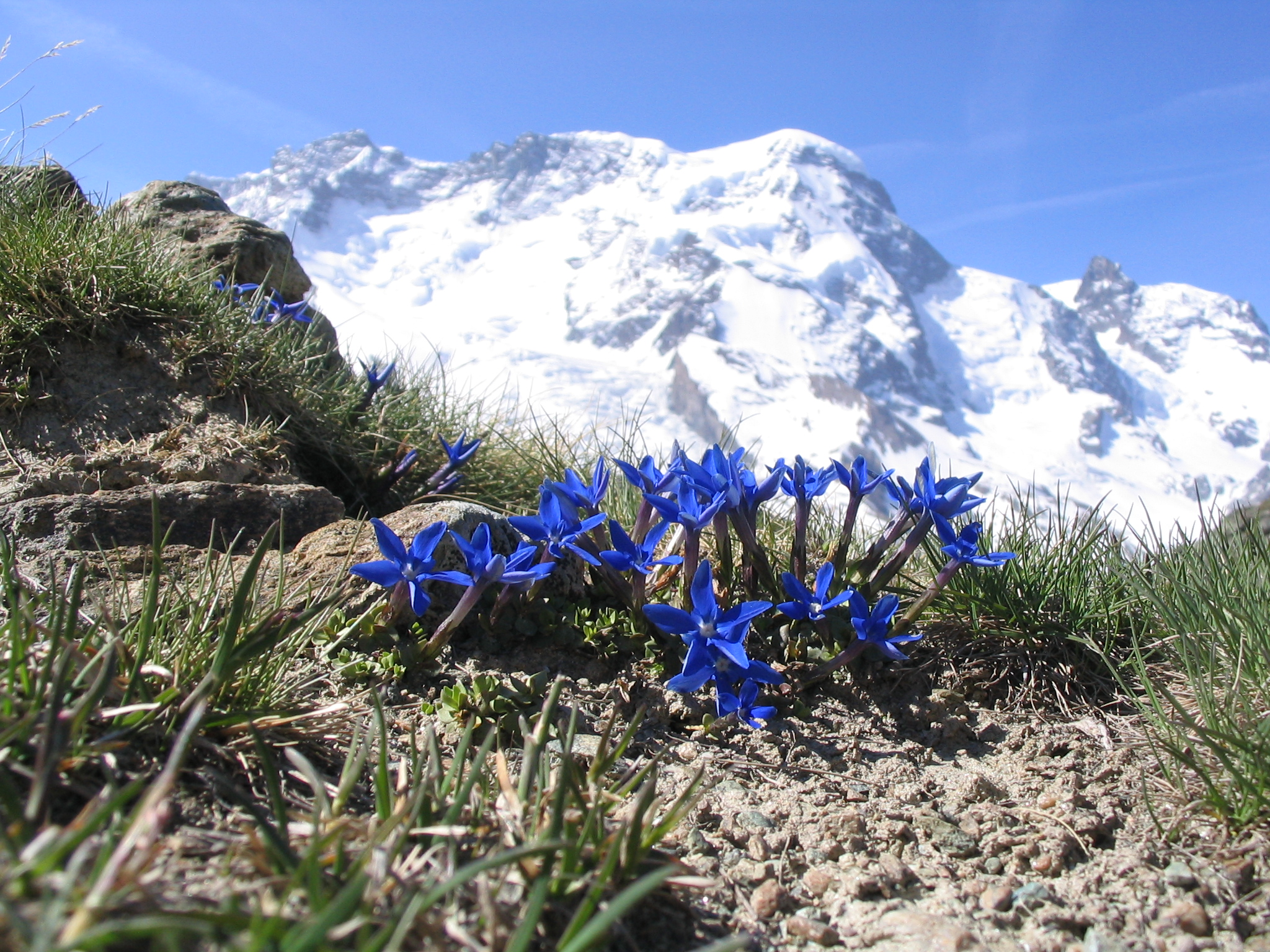
Heidi symbolisiert in Japan unschuldige Natur und Berge.

Der bei Heidi thematisierte Gegensatz zwischen dem urbanen, modernen Frankfurt sowie der naturverbundenen Alm spiegelt den Konflikt wider, den Japan in den Jahren seit der Meiji-Restauration in einem großen Tempo durchlief: Eine rasche, umfassende Industrialisierung und Modernisierung in einem Land, das sich selbst als eng mit den Geistern der Natur verbunden sieht. Der in der Heidi-Geschichte vorkommende Ablauf entspricht im Selbstbild vieler Japaner der zeitlich ungewöhnlich schnell ablaufenden japanischen Modernisierung, die auch etwa zur selben Zeit stattfand wie die Handlung von Heidi. Auch dort gibt es den abrupten Wechsel aus dem quasi-natürlichen Zustand in die Großstadt, die Verbindung mit der westlichen zivilisierten Welt. Die Spannung zwischen westlicher Stadt und natürlicher Tradition kann Heidi erst auflösen, als sie mit dem Wissen aus der Stadt in die natürliche Umgebung zurückkehrt.
Der japanische Literaturwissenschaftler Yumiko Bando Saito betont zudem die Erfahrung des Zweiten Weltkriegs, die das Interesse an einer reinen Natur steigerte. Heidi symbolisiert die Schweiz als Land von Frieden und voller Naturschönheiten, an dem sich Japan orientieren sollte. Der Durchbruch von einem unter vielen ausländischen Kinderbüchern zu einem Standard der Kinder- und Jugendliteratur fällt in Japan in die 1950er Jahre. Die japanisch-schweizerische Volkskundlerin Aya Domenig nennt als typische Beispiele für die Vermischung von Natur und Fiktion Kommentare in einschlägigen Fanforen: Wiesen, die vor unserem Auge ausbreiten, blauer Himmel und grandiose Berge. Dort auf dem Walkman die Heidi-CD hören … das ist der Zustand des höchsten Glücks, als typische Aussage zum Themenkomplex zitiert sie eine Schweiz-reisende Japanerin: Die Mädchen mögen Heidi, weil es so romantisch ist. Die Natur der Schweiz, die Alpen sind so schön. Die Blumen sind herzig. Deshalb ist es so beliebt.

### Kindheit und Geborgenheit
Im Gegensatz zu dem anderen großen Heidi-Exportmarkt USA kann die Heidi-Rezeption in Japan nicht auf authentische Schweizbezüge im Land selbst zurückgreifen. Während die Heidi-Rezeption in den USA stark auf die Siedlungsgebiete Schweizer Auswanderer abstellt und sich dort konzentriert, erscheint Heidi in Japan kaum räumlich und zeitlich gebunden, sondern eher als universelles Motiv unbeschwerter Kindheit.
Saito betont vor allem die Reinheit von Heidis Charakter und die Kraft des Guten gegen Einsamkeit und Traurigkeit, die für Heidis anhaltenden Erfolg in Japan sorgten. Nach Domenig besteht die „zentrale Attraktion“ im Gefühl der zwischenmenschlichen Wärme zwischen den Protagonisten sowie in der Figur Heidi selbst, der „Gutmütigkeit, Selbstlosigkeit, Reinheit“ und eine grundsätzlich positive Lebenseinstellung attestiert werden. Heidi-Fans empfinden die Beschäftigung mit der Figur als „Reinigung des Herzens“, empfehlen dies auch der „heutigen verdorbenen Jugend“ und attestieren sich selbst ein „reines, tiefes Empfinden“. Insbesondere in der Anime-Rezeption, die das zentrale Heidi-Motiv weg von der Natur hin zur reinen Kindheit verschiebt, spielt der Begriff Kawaii eine zentrale Rolle. Die Niedlichkeits-Kultur des Kawaii entstand in Japan zwar bereits in den 1960er Jahren in Mädchen-Mangas, seinen Durchbruch im japanischen Mainstream schaffte das Konzept jedoch erst Anfang, Mitte der 1970er, etwa gleichzeitig mit der Ausstrahlung des Heidi-Animes. Heidi selbst fiel damit nur in einen breiteren allgemein gesellschaftlichen Trend. Durch die zeitliche Koinzidenz jedoch ist sie in Japan ein Kawaii-Prototyp.
Waren Heidis starker Charakter und ihre tiefen religiösen Überzeugungen in den 1950er Jahren noch ein Grund für ihre Vorbildfunktion, so ist dieser Aspekt mittlerweile zu einem Großteil verschwunden. Mittlerweile stellt Heidi, und andere weibliche Kawaii-Figuren, auch ein Rollenmodell für Frauen dar, die durch Imitation dieser Charaktere eine kindliche Girlie-Phase noch einige Jahre verlängern können (Burikko), bevor sie die recht rigorose und von konservativen Werten beherrschte Rollenerwartung der Hausfrau und Mutter erfüllen müssen. Heidi-Werbung und Merchandise in Japan richtet sich dementsprechend auch nicht mehr ausschließlich an Kinder, sondern zu einem großen Teil an weibliche, gut verdienende Angestellte zwischen 20 und 30.

## Fankultur in Japan
Heidi ist in Japan bekannt genug, um neben allgemeinen Begriffen wie Schwarz/Weiß oder Schwarzes Haar/Blond als Test-Item zur Erarbeitung von psychologischen Testverfahren zu dienen. Dabei symbolisiert Heidi – sowohl im Buch wie im Anime schwarzhaarig – dasselbe wie blond/weiß/europäisch. Der Schweizer Journalist Roger Walch, der seit Ende der 1990er Jahre Deutschkurse an japanischen Universitäten und dem Goethe-Institut gibt, berichtet, dass die Schweiz-Assoziationen, die er am Anfang abfragt, immer gleich seien. In dieser Reihenfolge kämen Heidi, die Berge, die Neutralität und Andy Hug.
Größere oder kleinere Freizeitparks, die sich an europäischen Motiven orientieren, sind ein häufigeres Phänomen in Japan. So befindet sich ein kleineres Heidiland direkt in Japan in der Region Tōhoku, wo typische Schweizer Berghütten ebenso zu finden sind wie eine Heidi-Hütte und ein Matterhorn.
Während frühere Heidi-Fans vor allem den Roman lasen und sich damit auseinandersetzten, begann mit dem Erfolg des Heidi-Animes ebenso ein neues Zeitalter im Heidi-Merchandise in Japan, das später auf andere Länder übergriff. Zu deren ausgefalleneren Produkten zählt beispielsweise ein Heidi-Käsefondue für die Mikrowelle. Ein Heidiland-Mineralwasser, das 2000 in der Schweiz, Deutschland, Saudi-Arabien und Japan auf den Markt kam, konnte sich jedoch nicht durchsetzen. Der Hersteller meldete 2007 endgültig Insolvenz an.

## Japaner, Heidi und die Schweiz
Die Einflüsse, die die Heidi-Figur auf das Image der Schweiz in Japan und den japanischen Tourismus in der Schweiz hat, sind schwer abschätzbar. Die Figur Heidi ist eng mit den anderen positiven Attributen verbunden, die Japaner der Schweiz unterstellen: Die Alpen, die unberührte Natur und unbeschwertes Bauernleben. Bei einer Befragung der Schweizer Tourismusbüros in Tokio antwortete in den 1990er Jahren die Mehrzahl der Befragten auf die Frage, was sie in der Schweiz genießen wollten: „Ich möchte auf einer grünen Wiese nach Herzenslust frische Luft atmen und die Stimmung von Heidi genießen.“ Die Schweizerische Verkehrszentrale nennt als Hauptanreize japanischer Touristen vor allem Berge, Natur und Alpenflora, aber auch explizit Heidi. Bei einer anderen Befragung waren sich die Japaner auch sicher, was den Handlungsort angeht. Obwohl die Heidi-Geschichte tatsächlich sowohl in der Schweiz als auch im deutschen Frankfurt am Main spielt, gaben japanische Heidi-Leser nahezu einstimmig die Schweiz als Handlungsort des Romans an.
Ichiro Ando vom japanischen Informationsbüro in Grindelwald, in Wirklichkeit weit abgelegen von allen Orten mit direktem Heidi-Bezug, beschreibt das Phänomen, dass die Touristen die Alpen sehen wollen, die sie aus Heidi kennen. Der ehemalige Außenminister René Felber bezeichnete Heidi als Botschafterin der Schweiz, der Sprachwissenschaftler Roland Ris ist der Auffassung, dass kein anderes Buch das Image der Schweiz länger und nachhaltiger geprägt habe als Heidi.

### Japanischer Tourismus in die Schweiz

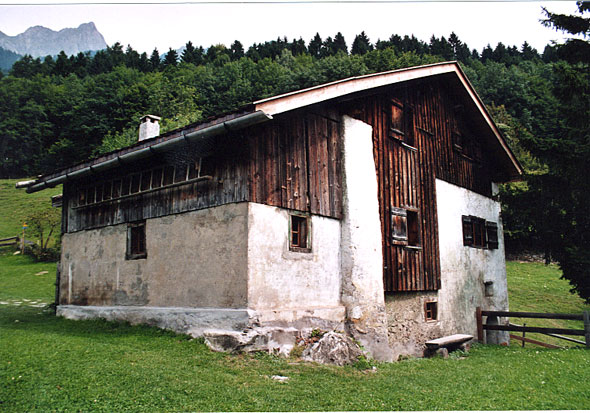
Das Heidihaus in Maienfeld.

Der Heidi-Mythos ist einer der Gründe, warum Japaner in die Schweiz reisen wollen. Domenig ist der Überzeugung, dass weit mehr Japaner in der Schweiz vor allem die geliebte Heidi und die durch sie symbolisierte idyllische, heile Welt suchen, als die Schweizer selbst dies wahrhaben wollen. Japaner stellen dabei in der Schweiz die größte Besuchergruppe aus dem Fernen Osten. In den Jahren zwischen 1976 und 2005 reisten insgesamt 10 Millionen Japaner in die Schweiz. Dabei sind diese Touristen besonders beliebt, weil sie im Schnitt dreimal so viel Geld pro Reisetag ausgeben wie Deutsche oder Schweizer Touristen. Ihren Höhepunkt erreichte die Reisewelle im Jahr 2000 mit einer Million Übernachtungen, bevor SARS, Vogelgrippe H5N1, Rezession in Japan und der erschwerte Flugverkehr nach den Anschlägen vom 11. September die Zahlen einbrechen ließen.
Im Feriengebiet Heidiland etwa, das seine Kreation dem internationalen Tourismus verdankt, kommen 60 Prozent der Touristen aus Japan.
Japaner sind ein fast allgegenwärtiger Bezug in den Reiseschilderungen anderer Touristen ins „Heidiland“. Die Gegend selbst präsentiert sich mit Zugdurchsagen in japanischer Sprache. Das etwa 200 Kilometer entfernte Zermatt besitzt ein eigenes japanisches Tourismusbüro, Restaurants haben ein japanisches Menü-Angebot. In den Sommermonaten ist schätzungsweise ein Sechstel der Zermatter Bevölkerung japanisch. Die Attraktionen im „Heidiland“ selbst sind ebenso stark auf den Anime ausgerichtet wie auf den Roman. So gibt es einen Darsteller des Hunds Joseph, der im Anime auftaucht, nicht jedoch im Roman. Ebenso entsprechen die Glöckchen der Geißen genau denen aus der Fernsehserie. In Japan selbst allerdings sind auch unter den Heidi-Fans Stimmen zu vernehmen, die den Heidi-Tourismus selbst als zu künstlich empfinden und sich ihr reines Schweiz-Bild aus Heidi-Roman und Verfilmung nicht durch Kontakt zur als enttäuschend empfundenen realen Schweiz zerstören lassen wollen.
Im Gegensatz zu anderen nationalen Stereotypen ist das Schweiz-Bild in Japan dabei durchgehend positiv. Dabei ist vielen Japanern durchaus bewusst, dass die reale Schweiz nicht unbedingt der in Heidi entspricht. Das Heidiland selbst etwa gilt in einem populären Reiseführer als einer der drei größten Flops der Schweiz, Domenig berichtet von enttäuschten Reaktionen der Heidi-Fans auf eine Dokumentation über die Schweiz. Teilweise wenden diese sich direkt an den Sender und bitten um mehr Rücksicht gegenüber ihren Einstellungen. Damit könnten sie durchaus Erfolg haben. Die NHK-Direktorin Noriko Miyazawa schreibt in ihrem Schweiz-Buch: Wenn ich etwas über die Schweiz schreibe, dann weder über Sportereignisse, noch über Finanzprobleme oder Internationale Konferenzen … Ich will über die Begegnung mit der unschuldigen Landschaft und den Menschen mit ihren klaren Gesichtern schreiben. Man wird mich meines märchenhaften Geschmacks wegen auslachen, aber da ich mich für Märchen und Kindergeschichten interessiere, will ich auch über Heidi und die märchenhafte Welt schreiben, die ich auf meinen Reisen durch die Schweiz empfunden habe.

### Schweizer Reaktionen
Offizielle Repräsentanten der Schweiz in und für Japan reagieren ambivalent auf den Erfolg von Heidi. Einerseits ist es ein beliebter Startpunkt, um die Schweiz an sich in den Fokus zu rücken. Dabei lässt sich sowohl direkt auf Heidi als auch auf einzelne Motive wie Alpen, Tiere oder auch Käse Bezug nehmen. Die Schweizer Repräsentanten schätzen die generell positiven Heidi-Assoziationen, die zum Beispiel weit entfernt von den typischen Reaktionen auf Deutschland – Wurst, Hitler, Autobahn, Bier – sind. Andererseits versucht die Schweizer Öffentlichkeitsarbeit auch, sich von dem als bieder empfundenen Heidi-Image zu lösen und insbesondere Technik und Fortschritt stärker in den Fokus ihrer Kampagnen zu rücken. Kontrovers war beispielsweise die Entscheidung der Schweiz, bei der Gestaltung des Schweizer Pavillons auf der Expo 2005 in Aichi auf diverse Schweiz-Stereotype zu verzichten und stattdessen das Land ausschließlich als modernes technisch hochstehendes Land zu präsentieren. Insbesondere Heidi wurde so oft von Besuchern vermisst, dass sie bei der nächsten Expo wieder einen Auftritt haben soll.

## Fernsehen und Radio
- DRS: Magic Heidi. Lichtgestalt, Nationalsymbol und berühmteste Schweizer Botschafterin aller Zeiten. Dokumentation, ursprünglich ausgestrahlt am 19. Dezember 1991
- Heidi – 11.03.2009 – Kultur & Religion (Memento vom 13. März 2009 im Internet Archive)
- Stella Luncke und Josef Maria Schäfers: „Deine Welt sind die Berge …“ – Heidi, ein Star aus Japan. Autorenfeature für den Südwestrundfunk 2008.